# イアン・アンダーソン
イアン・アンダーソン（Ian Anderson、MBE、1947年8月10日 - ）は、スコットランド出身のミュージシャン、フルート奏者。
ロック・ミュージックにフルートを持ち込んだことでも知られ、ロックバンド「ジェスロ・タル」ではリーダーを務めた。

## 経歴

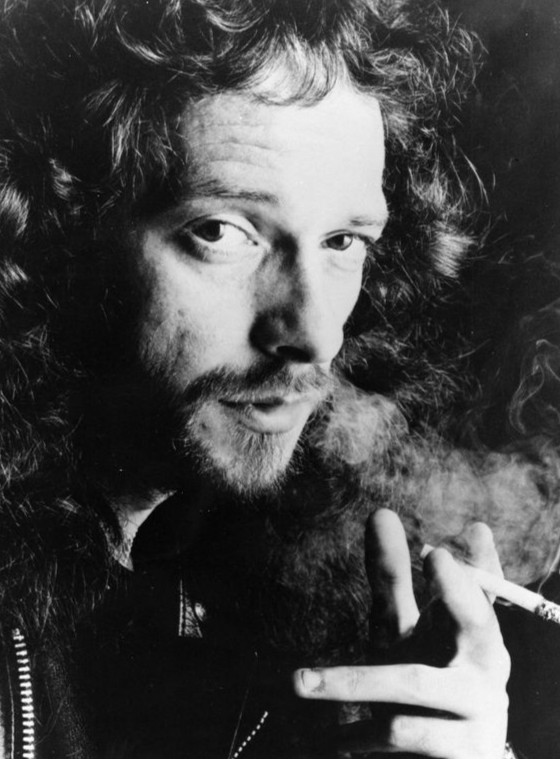
｢NBC TV｣ 出演時 (1977年)

スコットランド・ダンファームリン出身。家族がイングランドのブラックプールに引っ越した後、地元の美術学校時代に知り合ったジョン・エヴァン（キーボード）やグレン・コーニック（ベース）らと共にブルース・バンドを結成し活動を始める。
活動拠点を首都ロンドンに移すが、バンドは解散。1967年、自身とコーニックは新たなメンバー編成で「ジェスロ・タル」を結成し、翌年アルバム・デビューを果たす。デビュー時から独自の世界観を築いており、セールス面でも英米ともに成功を収めて、1970年代を中心に熱烈な支持を集めた。
メンバー・チェンジや音楽性の変化などもあり（特に1980年代前期の作品では当世のニュー・ウェイヴ的なアプローチを導入していた）、1980年代にはバンドとしての活動が停滞する。自身もソロ・アルバムを発表するなど、活動は散漫になっていく。副業に専念するとして音楽活動からの引退を発表したこともある。結局はバンド活動を継続し、独自の路線を進めた。
2011年にバンドの活動が停止。以降は、ソロ・プロジェクトを中心に活動している。

## 授与歴
2006年に母国のヘリオット・ワット大学（エディンバラ）、2011年に同じくアバティー大学（ダンディー）からそれぞれ名誉博士号を授与。2008年には、大英帝国勲章 MBEを受章している。

## スタイル

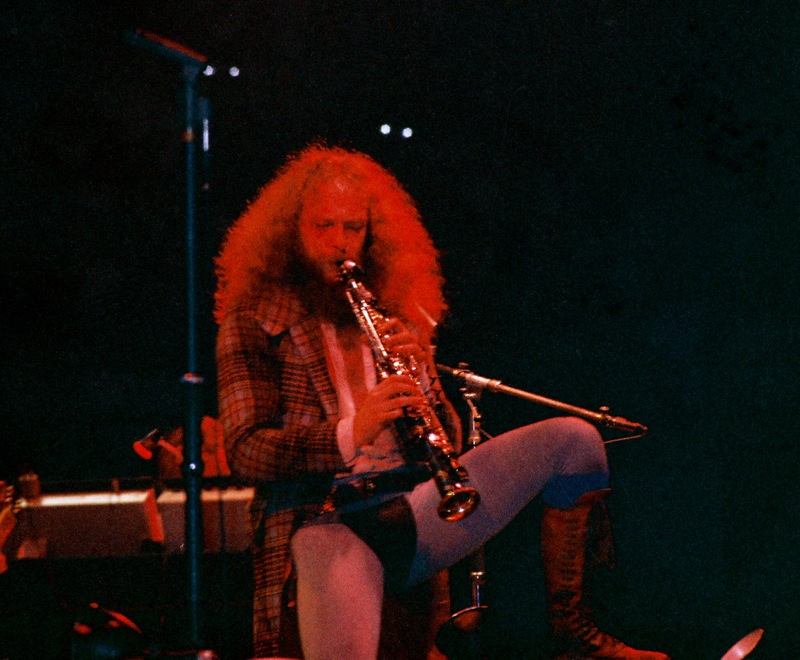
管楽器演奏 (1973年)

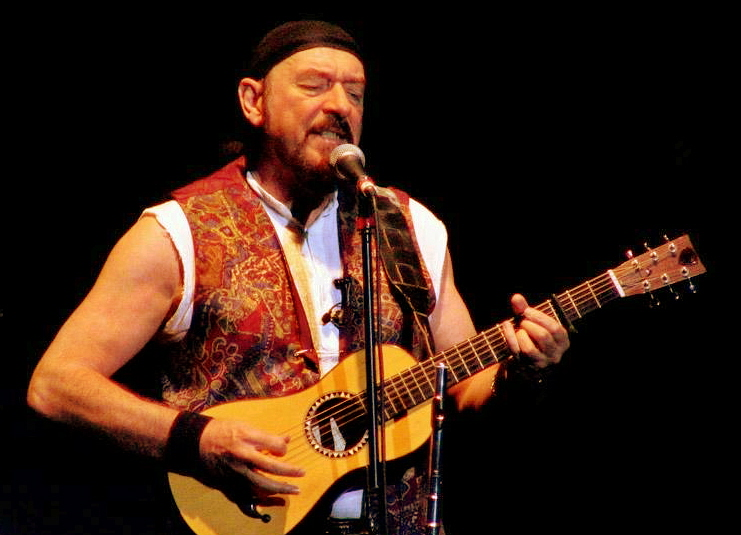
ギター演奏 (2006年)

楽曲制作やボーカリスト、またギターやフルートなどの演奏もこなし、ジェスロ・タルの中心的な役割を果たしている。特に、フルートは彼の代名詞でもあり、ジェスロ・タルの音楽世界を巧みに演出する効果もあった。
中世ヨーロッパを彷彿とさせる幻想的なサウンドを得意とする。トラッド・ミュージックや民謡などにも傾倒しており、その音楽性はジェスロ・タルのサウンドに顕著に表れている。

## 補足
フルートを使うきっかけは、自分よりギターの演奏が上手な連中ばかりを見てきて、他の楽器に転向しようと考えて楽器店を訪問し、店員に「ここに置いてあるヴァイオリンとフルート、どちらが簡単に演奏できる？」と質問したところ、「フルートのほうです」と言われたからである。
リッチー・ブラックモアとの交友関係があり、ブラックモアズ・ナイトのデビュー・アルバム『シャドウ・オブ・ザ・ムーン』や、マジェランの『ハンドレッド・イヤー・フラッド』にも、フルート奏者としてゲスト参加した。そのリッチーは以前から、イアンの実績を高く評価をしており、おごる事のない姿勢を称えていた。
音楽活動以外には、魚の養殖業を営む実業家という側面も持っている。

## 日本公演
ジェスロ・タル
- 1972年

7月17日 大阪厚生年金会館 、19日 新宿厚生年金会館
- 1974年

8月17日 大阪厚生年金会館、18日 名古屋市公会堂、23日,28日 NHKホール
- 1993年

9月22日 渋谷ON AIR EAST
- 2005年

5月11日,12日 渋谷公会堂
イアン・アンダーソン
- 2013年

4月15日 大阪・サンケイホールブリーゼ、4月16日 東京・TOKYO DOME CITY HALL、4月17日 川崎・CLUB CITTA'

## ディスコグラフィ

### ソロ・アルバム
- 『ウォーク・イントゥ・ライト』 - Walk into Light (1983年、Chrysalis/EMI)
- 『ディヴィニティーズ : 神との12のダンス (舞曲)』 - Divinities: Twelve Dances with God (1995年、Angel/EMI)
- The Secret Language of Birds (2000年、Fuel)
- Rupi's Dance (2003年、RandM)
- 『ジェラルドの汚れなき世界2』 - Thick as a Brick 2 (2012年、Chrysalis/EMI)
- 『ホモ・エラティカス - ジェラルドの汚れなき世界3』 - Homo Erraticus (2014年、Kscope)

### ライブ・アルバム
- Ian Anderson Plays the Orchestral Jethro Tull (2005年、ZYX Music)
- 『ジェラルドの汚れなき世界 完全再現ツアー - ライヴ・イン・アイスランド 2012』 - Thick as a Brick - Live in Iceland (2014年、Eagle Rock) ※CD+DVD